# Castlebar
Castlebar (Irsk: Caisleán an Bharraigh) er en irsk by i County Mayo i provinsen Connacht, i den vestlige del af Republikken Irland med en befolkning (inkl. opland) på 11.891 indb i 2006 (11.371 i 2002) 